# トヨタ・TS030 HYBRID
トヨタ・TS030 HYBRID (Toyota TS030 HYBRID) は、トヨタ自動車（TMG）が2012年のル・マン24時間レースおよびFIA 世界耐久選手権（WEC）参戦用に開発したプロトタイプ。

## 概要
TS030 HYBRIDはトヨタF1チームの活動母体であったドイツのTMG(Toyota Motorsport GMbH、現TOYOTA GAZOO Racing Europe)を拠点として開発された。名称は1990年代にル・マンに参戦していたTS010、TS020の実質的な後継機という位置づけであり「TS」は「TOYOTA Sport」の頭文字であるとされた。
最大のポイントは、トヨタのプロトタイプレーシングカーとしては初のハイブリッドカーとなっている点で、このパワートレインは、トヨタの量産車向けのハイブリッドシステム（Toyota Hybrid System、THS）の開発チームの協力を得てトヨタ東富士研究所のモータースポーツ部が開発したもので、「THS-R (TOYOTA Hybrid System - Racing)」と命名されている。エンジンはTMGがレベリオン・レーシングに供給しているRV8K-LMとは異なる、新設計の3.4 L・V8自然吸気ガソリンエンジンを搭載する。これにバッテリーではなく、日清紡ホールディングスと共同開発した電気二重層キャパシタ (EDLC) を組み合わせるシステムとなっている。キャパシタはコクピット内部の助手席の位置に搭載されている。
エネルギーの回生と力行（駆動）を行うモーター・ジェネレーター・ユニット (MGU) は、リアのギアボックス内部にデンソー製を搭載している。設計段階では選手権のレギュレーションが確定していなかったため、フロントにもアイシンAW（現:アイシン）製のMGUを搭載していたが、その後「回生は前後いずれかの2輪のみ、放出も回生と同軸で行うこと」と決められたため、後輪での回生/力行を選択した。同じくハイブリッドプロトタイプで前輪をモーター駆動するアウディ・R18 e-tron クアトロと違い、モーター使用制限速度(120 km/h以上)は定められていない。
トヨタはスーパー耐久の十勝24時間レースに2006年はレクサスGS450h、2007年はスープラ（SUPER GT車両）のハイブリッド仕様を投入しており、ハイブリッドカーでのWEC最上級カテゴリーLMP1参戦もその延長上にある。
シェイクダウン時とレースデビュー時では、フロントライトの形状やフロント周りのエアロデザインが変更されている。また、ボディカラーも赤と白の2色から「トヨタ・ハイブリッドブルー」と呼ばれる青と白の2色へイメージチェンジした。
エアロパッケージはル・マンではロードラッグ仕様で、その他のレースではハイダウンフォース仕様を装備している。レギュレーションのリアフェンダーの解釈を拡大して、リアウィングの両脇に小型のウィングレットを追加したのが特徴である。

## レース活動

### 2012年シーズン
初年度の2012年は、アレクサンダー・ブルツ、ニコラ・ラピエール、中嶋一貴の3名がレギュラードライバーとして起用されるほか、ジュニアドライバーとしてアンドレア・カルダレッリと契約を結んでいる。ル・マンでは2台目のドライバーとしてアンソニー・デビッドソン、石浦宏明、セバスチャン・ブエミの3名が加わる予定だったが、石浦がテスト時に背中を痛めたことからステファン・サラザンに交代した。チームはフランスのオレカをパートナーにした混合編成となる。
WEC第2戦のスパ6時間レースでデビューする予定だったが、テスト中に1号車がクラッシュしてモノコックを損傷したため、出場をキャンセルした。事故原因はウェット走行時の水漏れによる電気系トラブルだった。

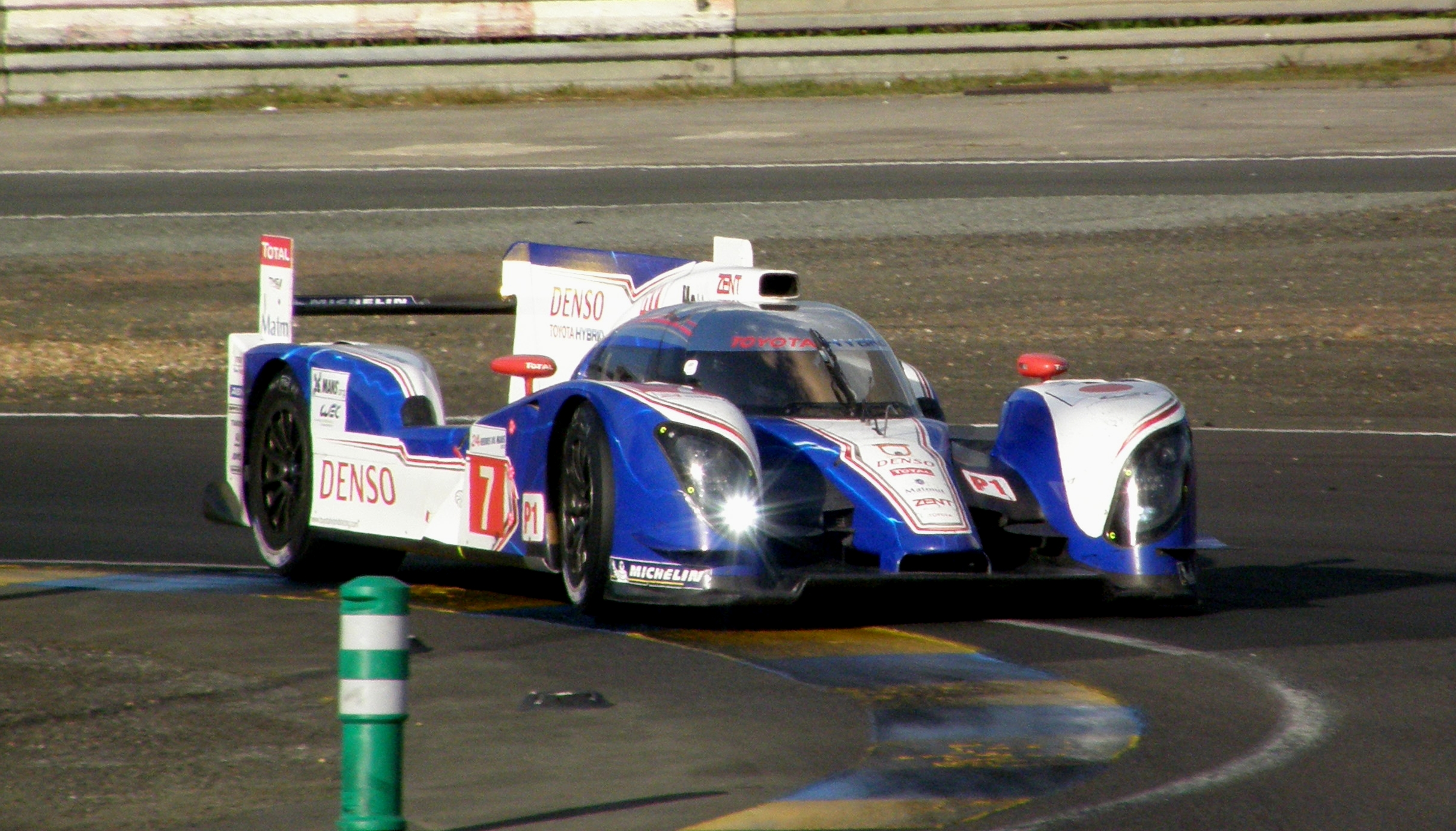
2012年ル・マン24時間レースで走行中の7号車

デビュー戦となったWEC第3戦のル・マン24時間レースでは予選から速さを見せ、決勝も順調に2、3位を走行し一時トップを走行するアウディ1号車をオーバーテイクする健闘を見せるも、直後に8号車が周回遅れのフェラーリ・458イタリアに接触され宙を舞う大クラッシュを喫してリタイアした。その際、運転していたデビッドソンが脊柱を損傷した。もう一台の7号車は、セーフティーカーラン後のリスタート直後に中嶋のミスにより周回遅れの日産・デルタウイングと接触し、パンクとリアカウルの破損を負った。修復後も走行を続けたが、スタートから約10時間半にエンジントラブルが発生し、134周を消化したところでリタイアとなった。
続くWEC第4戦シルバーストーン6時間レースには7号車1台のみで参戦した。予選ではアウディ勢に続く3番手を獲得、さらに決勝スタート時にアウディ2号車をオーバーテイクして2位に浮上すると、12周目にアウディ1号車を抜いてトップを走行した。その後スティントの長さで勝るアウディ1号車に抜かれるも、速さを維持した7号車はファステストラップも記録し、そのまま2位でフィニッシュしWEC初の表彰台を獲得した。
WEC第5戦サンパウロ6時間レースの予選ではブルツが初のポールポジションを獲得。決勝でもアウディを寄せ付けず、初優勝を飾った。トヨタのスポーツカーの世界選手権での優勝は、1992年SWCモンツァのジェフ・リース/小河等以来、20年ぶりとなった。

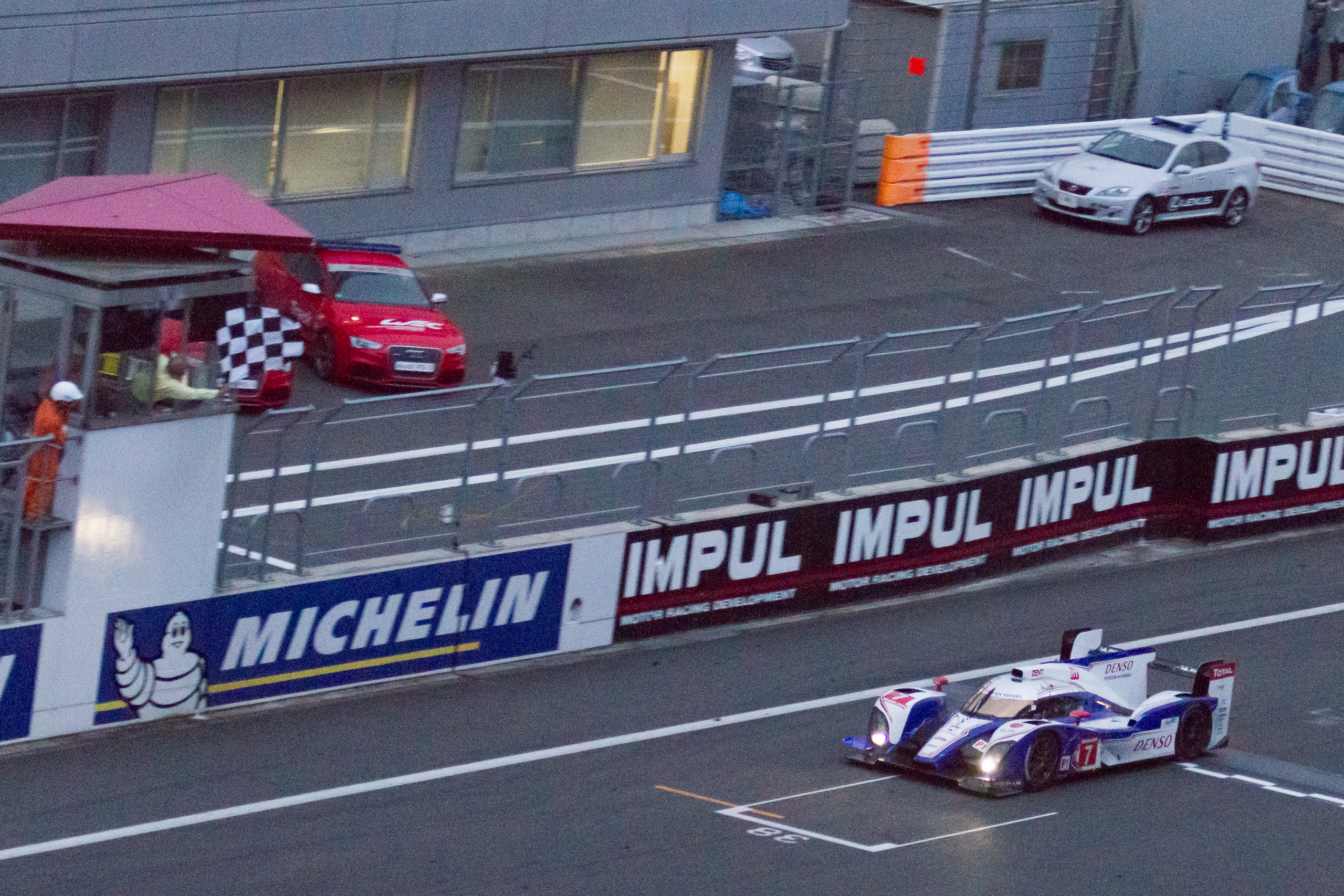
2012年富士6時間レースで優勝した7号車

WEC第6戦バーレーン6時間レースの予選では3番手の記録。決勝ではスタートから2時間まではトップを保ったが、車番の発光パネルが点灯しないトラブルでピットインし6位に後退、その後ファステストラップを記録し3位まで順位を上げるも他車との接触でサスペンションを痛めリタイアした。
WEC第7戦富士6時間レースの予選では中嶋一貴がポールポジションを獲得。決勝では中嶋がファステストラップを記録、アウディとピットインを挟んで順位変動することもあり終始僅差でトップ争いを繰り広げ、11秒の差で優勝をした。
WEC最終第8戦上海6時間レースの予選ではアレックス・ヴルツがポールポジションを獲得。決勝でも序盤から速さを発揮し、2位に58秒差を付けてシーズン3勝目をあげた。
WEC初年度のトヨタ・レーシングは、ル・マンからの6戦中3度の優勝、3回のポールポジションと4回のファステストラップを記録した。ドライバーズチャンピオンシップでは6戦全てに参戦したブルツとラピエールが3位を獲得した。

### 2013年シーズン
2年目となる2013年は、ル・マン以外も2台体制でフル参戦する。マシンはフロントのハイブリッド用スペースを廃止してモノコックとサスペンションを再設計し、フェンダーからノーズにつながるラインがなだらかになった。改良されたTHS-Rシステムは300馬力を発生し、530馬力のV8エンジンと組み合わされる。キャパシタの冷却機能を改善したほか、エキゾーストの取り回しを変えて中速トルクを増した。ドライバーは前年と変わらず、7号車はブルツ、ラピエール、中嶋で、8号車はデビッドソン、サラザン、ブエミ。
2013年度のトヨタ・レーシングは全8戦を戦い、富士とバーレーンの2戦で優勝、シルバーストーン、上海、バーレーンの3戦でポールポジションを獲得した。

## スペック
詳細はトヨタモータースポーツ公式サイトを参照。

### シャシー
- 名称 TS030 HYBRID
- タイプ ル・マン・プロトタイプ (LMP1)
- ボディーワーク カーボンファイバーコンポジット
- フロントガラス	ポリカーボネート
- ギヤボックス 横置きシーケンシャル6速ギヤボックス
- ギヤボックスケーシング アルミニウム
- ドライブシャフト CV式三叉プランジジョイント・ドライブシャフト
- クラッチ マルチディスク
- ディファレンシャル ヴィスカス機械ロック式ディファレンシャル
- サスペンション プッシュロッド式独立懸架ダブルウイッシュボーン（前/後）
- スプリング トーションバー
- アンチロールバー 前/後
- ステアリング 油圧式パワーステアリング
- ブレーキ 2系統油圧式ブレーキ・システム モノブロック軽量合金キャリパー（前/後）
- ブレーキ・ディスク カーボン製ベンチレーテッド・ディスク（前/後）
- ホイール マグネシウム鍛造ホイール
  - フロントホイール 14.5 x 18 inch
  - リアホイール 14.5 x 18 inch
- タイヤ ミシュラン・ラジアル
  - フロントタイヤ・サイズ 36/71-18
  - リアタイヤ・サイズ 37/71-18
- シートベルト タカタ
- 全長 4,650 mm
- 全幅 2,000 mm
- 全高 1,030 mm
- 燃料タンク容量 73 L

### エンジン
- パワートレイン TOYOTA HYBRID System - Racing (THS-R)
- エンジン・バンク角 90° V8 自然吸気エンジン
- 燃料 ガソリン
- エンジン排気量 3.4 L
- バルブ数 4
- エア・リストリクター 1 x 43.3 mm
- キャパシタ 日清紡ホールディングス
- 後輪ハイブリッド・モーター&インバータ 	デンソー

## 戦績
| 年   | チーム             | クラス | No. | ドライバー               | Rds.     | 1     | 2       | 3       | 4       | 5     | 6       | 7       | 8       | Pts.  | Pos. |
| ---- | ------------------ | ------ | --- | ------------------------ | -------- | ----- | ------- | ------- | ------- | ----- | ------- | ------- | ------- | ----- | ---- |
| 2012 | トヨタ・レーシング | LMP1   | 7   | ニコラ・ラピエール       | 3-8      | SEB   | SPA     | LMS Ret | SIL 2   | SÃO 1 | BHR Ret | FUJ 1   | SHA 1   | 96    | 2位  |
| 2012 | トヨタ・レーシング | LMP1   | 7   | アレクサンダー・ヴルツ   | 3-8      | SEB   | SPA     | LMS Ret | SIL 2   | SÃO 1 | BHR Ret | FUJ 1   | SHA 1   | 96    | 2位  |
| 2012 | トヨタ・レーシング | LMP1   | 7   | 中嶋一貴                 | 3-4, 7   | SEB   | SPA     | LMS Ret | SIL 2   | SÃO 1 | BHR Ret | FUJ 1   | SHA 1   | 96    | 2位  |
| 2012 | トヨタ・レーシング | LMP1   | 8   | アンソニー・デビッドソン | 3        | SEB   | SPA     | LMS Ret | SIL     | SÃO   | BHR     | FUJ     | SHA     | 96    | 2位  |
| 2012 | トヨタ・レーシング | LMP1   | 8   | セバスチャン・ブエミ     | 3        | SEB   | SPA     | LMS Ret | SIL     | SÃO   | BHR     | FUJ     | SHA     | 96    | 2位  |
| 2012 | トヨタ・レーシング | LMP1   | 8   | ステファン・サラザン     | 3        | SEB   | SPA     | LMS Ret | SIL     | SÃO   | BHR     | FUJ     | SHA     | 96    | 2位  |
| 2013 | トヨタ・レーシング | LMP1   | 7   | アレクサンダー・ヴルツ   | 1–3, 6–8 | SIL 4 | SPA Ret | LMS 4   | SÃO     | COA   | FUJ 1   | SHA 2   | BHR Ret | 142.5 | 2位  |
| 2013 | トヨタ・レーシング | LMP1   | 7   | ニコラ・ラピエール       | 1–3, 6–8 | SIL 4 | SPA Ret | LMS 4   | SÃO     | COA   | FUJ 1   | SHA 2   | BHR Ret | 142.5 | 2位  |
| 2013 | トヨタ・レーシング | LMP1   | 7   | 中嶋一貴                 | 2–3, 6–8 | SIL 4 | SPA Ret | LMS 4   | SÃO     | COA   | FUJ 1   | SHA 2   | BHR Ret | 142.5 | 2位  |
| 2013 | トヨタ・レーシング | LMP1   | 8   | アンソニー・デビッドソン | All      | SIL 3 | SPA 4   | LMS 2   | SÃO Ret | COA 2 | FUJ 27  | SHA Ret | BHR 1   | 142.5 | 2位  |
| 2013 | トヨタ・レーシング | LMP1   | 8   | セバスチャン・ブエミ     | All      | SIL 3 | SPA 4   | LMS 2   | SÃO Ret | COA 2 | FUJ 27  | SHA Ret | BHR 1   | 142.5 | 2位  |
| 2013 | トヨタ・レーシング | LMP1   | 8   | ステファン・サラザン     | All      | SIL 3 | SPA 4   | LMS 2   | SÃO Ret | COA 2 | FUJ 27  | SHA Ret | BHR 1   | 142.5 | 2位  |

- 太字はポールポジション